# Paul O'Donovan
Paul O'Donovan (Skibbereen, 19 april 1994) is een Iers roeier.
In 2016 won O'Donovan samen met zijn broer Gary olympisch zilver.
O'Donovan won tijdens de spelen van Tokio de gouden medaille in de lichte dubbel-twee samen met Fintan McCarthy. O'Donovan werd tweemaal wereldkampioen in de niet olympische lichte-skiff. O'Donovan werd in 2018 samen met zijn broer Gary wereldkampioen in de olympische lichte-dubbel-twee en in 2019 samen met McCarthy wereldkampioen in de klachten-dubbel-twee.

## Resultaten

### Olympische Zomerspelen
| Jaar | Plaats         | Resultaten               |
| ---- | -------------- | ------------------------ |
| 2016 | Rio de Janeiro | in de lichte-dubbel-twee |
| 2021 | Tokio          | in de lichte-dubbel-twee |

### Wereldkampioenschappen roeien
| Jaar | Plaats              | Resultaten                    |
| ---- | ------------------- | ----------------------------- |
| 2014 | Amsterdam           | 4de in de lichte-dubbel-twee  |
| 2015 | Aiguebelette-le-Lac | 11de in de lichte-dubbel-twee |
| 2016 | Zevenhuizen         | in de lichte-skiff            |
| 2017 | Sarasota            | in de lichte-skiff            |
| 2018 | Plovdiv             | in de lichte-dubbel-twee      |
| 2019 | Ottensheim          | in de lichte-dubbel-twee      |
| 2022 | Račice              | in de lichte-dubbel-twee      |
| 2023 | Belgrado            | in de lichte-dubbel-twee      |

1996: Michael Gier & Markus Gier ·
2000: Tomasz Kucharski & Robert Sycz ·
2004: Tomasz Kucharski & Robert Sycz ·
2008: Mark Hunter & Zac Purchase ·
2012: Mads Rasmussen & Rasmus Quist ·
2016: Jérémie Azou & Pierre Houin ·
2020: Fintan McCarthy & Paul O'Donovan ·
2024: Fintan McCarthy & Paul O'Donovan